# Церква Введення в храм Пресвятої Богородиці (Косів, УГКЦ)
Церква Введення в храм Пресвятої Богородиці в Косові — парафія і храм греко-католицької громади Улашківського деканату Бучацької єпархії Української греко-католицької церкви в селі Косів Чортківського району Тернопільської области.

## Історія
На початку XVIII століття село перейшло у власність панів Рубчинських.
У 1812 році було збудовано греко-католицьку церкву на честь Святої Параскеви (Введення в храм Пресвятої Богородиці) та двоповерхову дзвіницю. За служіння о. Михайла Вовчука храм відремонтували і розписали.
У 1991 році релігійна єдність села була порушена: утворилася громада УАПЦ, яка зайняла церкву УГКЦ. У відповідь греко-католицька громада того ж року розпочала будівництво нового храму, який звели в центрі села.
25 червня 1997 року новозбудовану церкву освятив єпископ Михаїл Сабрига.
У 2012 році в Косові, після багатьох років розділення, вперше відбулися спільні заходи за участю вірян УГКЦ, УПЦ КП та РКЦ: спільна Хресна дорога, травневі маївки та освячення води на Богоявлення.
У 2013 році єпископ Бучацький Димитрій Григорак освятив внутрішній розпис храму та бічні престоли на честь Зарваницької Богородиці та Христа Царя. У цій події брали участь також священники УПЦ КП та РКЦ з хутора Хом'яківка.
На парафії діють братство «Апостольство молитви», спільнота «Матері в молитві» та біблійний гурток.
У селі є три каплиці на честь Пресвятої Діви Марії (одна з них — на хуторі Хом'яківка), хрест на честь скасування панщини (1898) та хрест на джерелі «Буланка».

## Парохи
- о. В. Чаплинський
- о. Д. Чимеринський
- о. М. Кунанець
- о. Михайло Вовчук (1933—1946)
- о. М. Плецан (1946—?)
- о. Б. Єдинак
- о. Тарас Сеньків
- о. М. Романець
- о. С. Ліщинський
- о. Р. Гончарик
- о. І. Чайківський (2000—2012)
- о. В. Лехняк (від 2012)